# ویدا ربانی
ویدا ربانی (زاده ۱۳۶۸) روزنامه‌نگار و فعال سیاسی ایرانی است. او بابت اتهام اجتماع و تبانی علیه امنیت کشور به تحمل شش سال حبس و پانزده ماه بابت اتهام تبلیغ علیه نظام محکوم شده و دوران حبس خود را می‌گذراند.
این روزنامه‌نگار ۲ آبان ۱۴۰۱ از سوی نیروهای امنیتی بازداشت و پس از ضرب و شتم به زندان اوین منتقل شد و همچنان در حبس است.
این روزنامه‌نگار که سابقه کار در روزنامه شرق و هفته‌نامه صدا را دارد، دی ماه سال ۱۴۰۰ هم مدتی بازداشت شده بود.
ویدا ربانی یکشنبه سی و یکم اردیبهشت ۱۴۰۲ از زندان اوین به بیمارستان طالقانی اعزام شد. سپس در پی  انتشار خبر سابقه بیماری او از سوی خبرگزاری میزان، در نامه‌ای افشاگرانه در چهارم خرداد ۱۴۰۲ گفت که سابقه بیماری اعصاب و روان او «از اسفند ۱۳۹۸ بعد از آن آبان خونین و تهدیدهای اطلاعات سپاه، بعد از سقوط هواپیما و تجمع دانشگاه امیرکبیر و بازداشت وزارت اطلاعات شروع شده‌است.» او در ادامه ضمن انتقاد از زیر پا گذاشته شدن اصل «محرمانگی بین بیمار و پزشک» با انتشار خبر سابقه بیماری او از سوی خبرگزاری میزان افشا کرد که در زندان قرچک با چرخ دستی که «کالسکه شادی» نامیده می‌شود، مسکن و داروهای آرام‌بخش مثل «نقل نبات» توزیع می‌شود.